# Goldshausen (Oberderdingen)
Goldshausen war ein wüst gewordener Ort in der Stadt Oberderdingen im Landkreis Karlsruhe (Baden-Württemberg). 
Die Bezeichnung Goldshausen existierte bis 1970 als Flurname.

## Weitere Wüstungen in Oberderdingen
- Bernhardsweiler (Oberderdingen)
- Truchdolvesbach